# Færøsk kongsbonde
En kongsbonde er på Færøerne en bonde, som dyrker statsejet jord. Statsjorden blev tidligere kaldt kongsjord (på færøsk kongsjørð), men kaldes nu for lagtingsjord eller landsjord. Kongsbonden er en arvefæster, der traditionelt bliver efterfulgt af sin ældste søn.
Stort set er kongsjord den jord, som var i den katolske kirkes eje indtil reformationen i 1536, og som der efter kom i kongens eje. Kongsjordene omfatter mere end halvdelen af Færøernes areal. I dag tilhører kongsjorden det færøske landsstyre som dettes statsejendom. 
Kongsjord må forstås som en modsætning til privat ejet odelsjord. Mens odelsjorden normalt blev delt mellem alle arvinger og derfor blev opsplittet indtil det uudnyttelsesbare, forblev kongsjorden udelt. Kongsbondens arvinger har traditionelt haft udstrakt ret til at arve lejekontrakten, og kongsbondeslægterne har derfor ofte de bedste forhold for rentable landbrugsenheder og en arveret, som kan betegnes som arvefæste. 
Den største kongsgård på Færøerne er Kirkjubøargarður i Kirkjubøur. Den nuværende kongsbonde Patursson er 17. generation på gården. Berømt er også kongsgården på øen Koltur, hvor en anden Patursson bor alene med kone og dyr. 